# Giovanni Bernardi
Pour les articles homonymes, voir Bernardi et Bolognese.

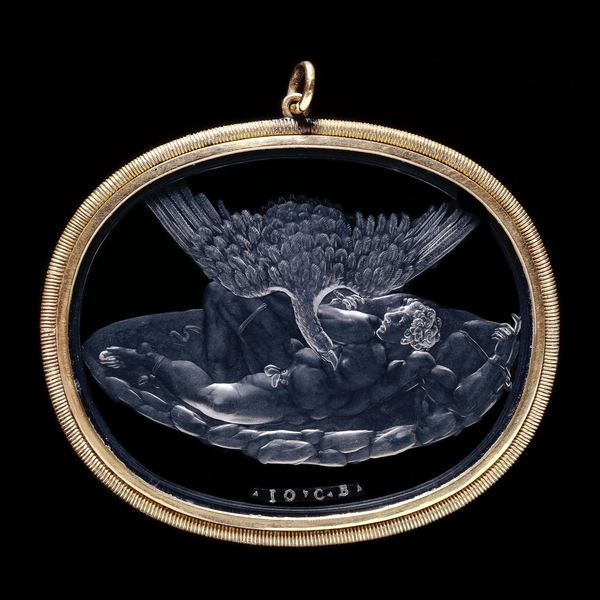
La Punition de Tityos, quartz gravé, British Museum.

Giovanni Bernardi dit Giovanni da Castel Bolognese ou Giovanni da Castelbolognese (Castel Bolognese, 1494 - Faenza, 22 mai 1553), est un graveur de gemmes et un médailleur italien surtout connu pour ses quartz gravés.

## Biographie
Fils d'un orfèvre, Bernardo Bernardi (1464-1553), il est initié par lui à cet art ainsi que son frère.
Il part d'abord à Ferrare à la cour du duc Alphonse Ier d'Este et s'initie à la gravure des gemmes.
Il part à Rome en 1530 pour un portrait du pape  Clément VII et où ses protecteurs sont les cardinaux Giovanni Salviati et  Hippolyte de Médicis.
Il exécute un portrait sur une médaille en or de l'empereur Charles V à l'occasion de son couronnement à San Petronio de Bologne le  14 février 1530.
De 1534 à 1538, Giovanni Bernardi  réalise toutes les gravures de la cour pontificale.
À la mort de son protecteur en 1535, il entre au service de cardinal Alexandre Farnèse  et réalise de nombreuses gravures sur cristal de roche dont la fameuse cassette Farnese.
En  1539 il part à  Faenza pour terminer le Ciborio Farnesiano pour les Farnese.
Giovanni Bernardi meurt  le 22 mai 1553 en pleine gloire.

## Œuvres
- La Punition de  Tityos, quartz gravé, British Museum
- Cassetta Farnese
- Ciborio Farnesiano